# Heideberg (Grevesmühlen)
Der Heideberg ist ein 112,8 m ü. NHN hoher Berg in Mecklenburg-Vorpommern im Landkreis Nordwestmecklenburg. Er ist eine der höchsten Erhebungen im Landkreis. 
Die bewaldete Anhöhe befindet sich im äußeren Gemeindegebiet von Grevesmühlen nur etwa sechs Kilometer südlich der Ostseeküste mit der Wohlenberger Wiek. Knapp sieben Kilometer östlich von Grevesmühlen ragt er unmittelbar nördlich Barendorf auf. Er ist Teil eines Höhenzuges, der sich von Grevesmühlen bis fast nach Wismar erstreckt.
Der Berg bietet einen Blick auf die Ostsee. In der Nähe des Berges existieren auch bedeutende Gräber aus der Stein- und Bronzezeit.